# فاتحین صحرا
فاتحین صحرا (به انگلیسی: Treasure of the Lost Desert) نام فیلمی ایرانی است، به کارگردانی، نویسندگی و تهیه‌کنندگی محمد زرین‌دست که در سال ۱۳۵۰ ساخته شد و رضا بیک ایمانوردی، محمد زرین‌دست و «وِجستا» در آن نقش‌آفرینی کرده‌اند.
این فیلم با دوبلهٔ انگلیسی و کیفیت ارتقا یافته، توسط کارگردان "سالها بعد" در دیگر کشورها با نام "Treasure of the Lost Desert" به نمایش درآمد؛ و هنرپیشه‌ها با نام "هنری انگلیسی" معرفی شدند.

کاور فیلم فاتحین صحرا در آمریکا با نام "Treasure of the Lost Desert"

## خلاصه فیلم
یک چترباز ارتش مأموریت پیدا می‌یابد تا به اتفاق چند افسر دیگر ارتش، به اطراف کرمانشاه بروند و فردی یاغی را با نام «عقاب» به دام بیندازند. چترباز در محل مأموریت با دوست قدیمی خود روبرو می‌شود، غافل از اینکه او، همان «عقاب» است. سرانجام این حقیقت آشکار می‌شود و این‌دو، در برابر هم قرار می‌گیرند و در پایان، «عقاب» کشته می‌شود.